# Julio Pérez
Julio Gervasio Pérez Gutiérrez (ur. 19 czerwca 1926 w Montevideo, zm. 22 września 2002 tamże), urugwajski piłkarz, napastnik. Mistrz świata z roku 1950.
W reprezentacji Urugwaju w latach 1950–1956 rozegrał 22 spotkania i strzelił 9 bramek. Podczas MŚ 50 zagrał we wszystkich czterech meczach Urugwaju. Znajdował się w kadrze na MŚ 54.
Najlepsze lata kariery spędził w Nacional. W klubie tym występował w latach 1950–1957 i czterokrotnie zdobywał tytuł mistrza kraju (1950, 1952, 1955 i 1956).